# Красавица (картина Кустодиева)
«Краса́вица» — картина русского художника Бориса Кустодиева, написанная им в 1915 году.
На картине изображена красавица-купчиха, пробудившаяся ото сна и полусидящая на перине в сладостном ожидании неопределённости. Работа наполнена сочетанием национального романтизма, в частности лубка, с неоклассицизмом, таким как, например, у Тициана и Рубенса. В образе главной героини картины Кустодиевым запечатлена актриса Московского Художественного театра Фаина Шевченко, обладавшая пышными формами. Такой типаж был любимым у художника, отмечавшего, что «худые женщины на творчество не вдохновляют». Позднее он создал ещё три картины, отличающихся незначительными вариациями в композиции. По-видимому, Кустодиев считал «Красавицу» своего рода программной работой и итогом исканий своего художественного стиля. Оригинальная картина 1915 года в настоящее время находится в коллекции Государственной Третьяковской галереи в Москве, как и вариант 1921 года. Варианты 1918 и 1919 годов хранятся в Тульском музее изобразительных искусств и частной коллекции в России соответственно.

## История и создание

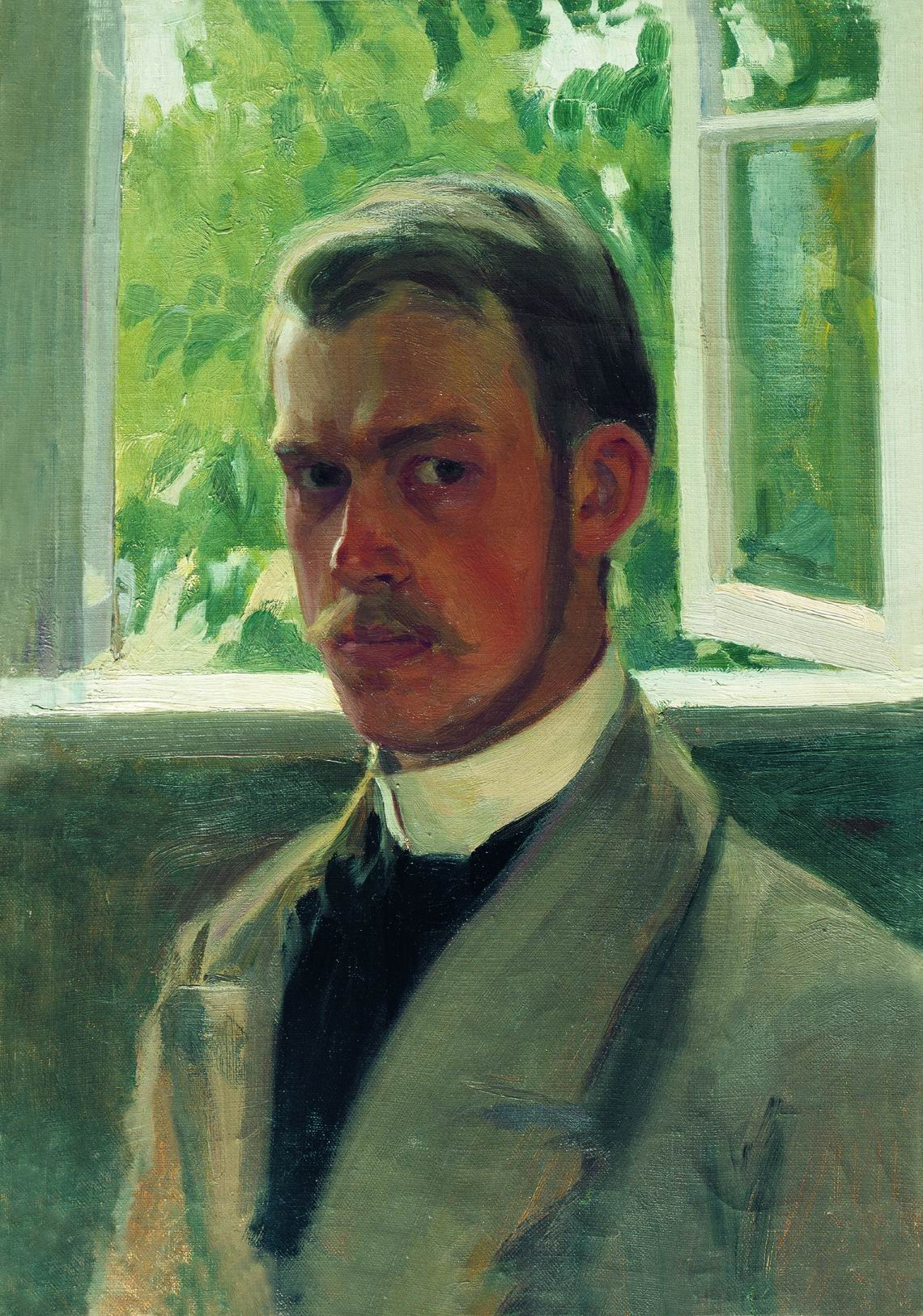
«Автопортрет у окна», Кустодиев

Как члена объединения «Мир искусства», Кустодиева интересовали не только образы дворянской культуры, но и провинциальный быт — он был настоящим поэтом купечества. Купчихи Кустодиева — это своего рода богини, выразители народных представлений о счастье, сытости и достатке. Однако во многих его жанровых полотнах на тему купечества народный, русский идеал женской красоты приобретал особую монументальность в гиперболизированных формах, сочетавшую в себе одновременно восхищение, иронию и гротеск, современность и прошлое, реальность и вымысел. Появилось даже выражение «кустодиевские красавицы», которые населяют особый сказочный мир, в котором сохранился разрушавшийся прямо на глазах старый уклад патриархальной России с купчихами и народными гуляньями в тихих провинциальных городах. В ту небывалую кустодиевскую Русь, полную жизни, света и сил, изобилия и музыки, красок и веселья, и бежал от обыденности художник, прикованный к инвалидной коляске. «Красавица» была написана Кустодиевым на пике болезни — опухоли спинного мозга, по причине которой он провёл последние 15 лет своей жизни с парализованными ногами.

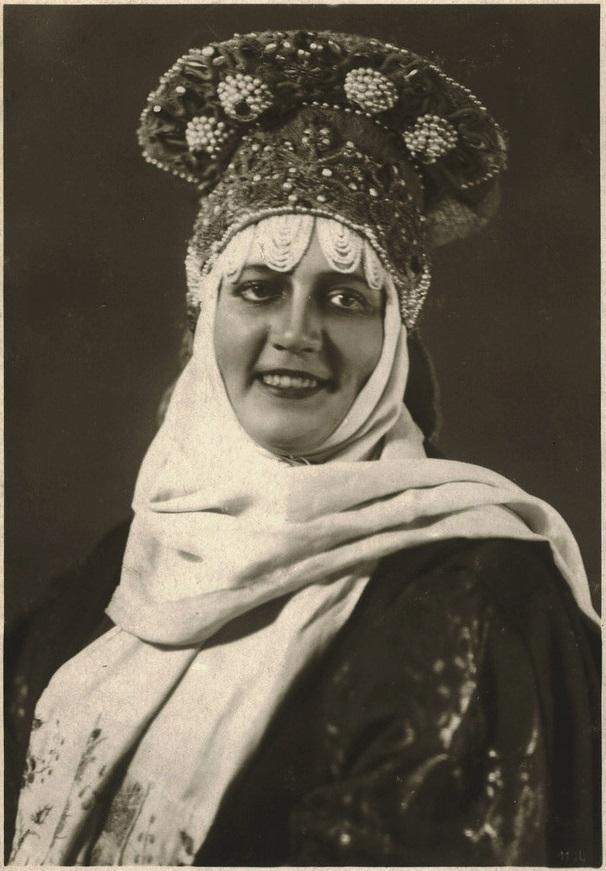
Шевченко в русском костюме

Для реальной жизни у Кустодиева был один вкус, а для живописи — другой. Моделями для его купчих часто были представительницы интеллигенции, дородные женщины. Сам Кустодиев не был поклонником такого типажа, да и жена его, Юлия, не обладала пышными формами, будучи хрупкой, неброской внешности. В связи с этим Кустодиев отмечал, что «худые женщины на творчество не вдохновляют». На этот раз он пригласил талантливую исполнительницу чеховских пьес, одну из ведущих актрис, приму Московского Художественного театра Фаину Шевченко. Игравшая как по-колдовски удалых красавиц, так и бесстыдно разъевшихся баб, бурно и плотоядно скучающих на перинах, Шевченко наделяла свои характерные роли своеобразной размашистой живописностью и была, по определению театрального критика П. А. Маркова, «ослепительная по простоте, яркая, внутренне наполненная, с могучим темпераментом и открытым сердцем». Кустодиев впервые увидел юную, румяную и пышнотелую Шевченко в августе 1914 года на репетиции спектакля «Смерть Пазухина» по роману Салтыкова-Щедрина, к которому он делал декорации, и увлёкся ею. В постановке Василия Лужского Шевченко играла супругу статского советника Настасью Ивановну Фурначеву, «даму очень полную», по Салтыкову-Щедрину, бездумную, ленивую и постоянно скучающую дочь купца-старообрядца, тридцати лет, так и сыплющую перлами — типаж, вероятно, привлёкший Кустодиева и навлёкший его на мысль о создании картины. После премьеры, состоявшейся 3 декабря, Кустодиев зашёл в актёрскую гримёрку, и на скромную просьбу позировать ему Шевченко ответила согласием. Однако, уже в мастерской узнав о сюжете картины, она воскликнула — «Ну что вы! Я, актриса Художественного театра, буду голая сидеть?! А потом меня тысячи людей увидят, позор-то какой!» После уговоров Кустодиева «искусства ради» Шевченко всё же согласилась раздеться для собирательного образа русской женщины, возможно, не без помощи самого Лужского. Узнав о произошедшем, главный режиссёр МХТ Константин Станиславский разгневался и назвал Шевченко «распутницей», но поняв, что талантами не разбрасываются, сменил гнев на милость и дал актрисе новые роли.

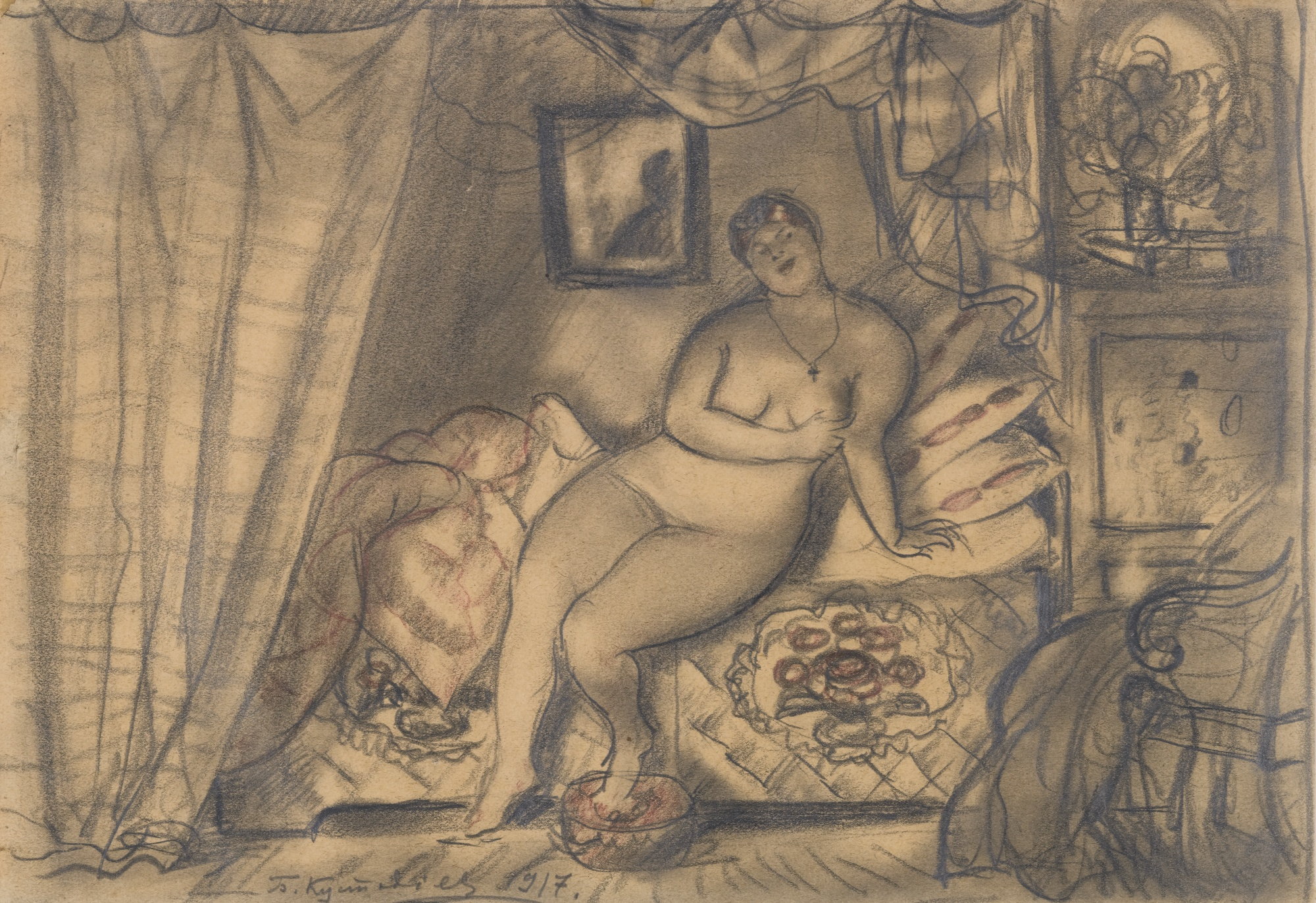
Карандашный набросок Кустодиева
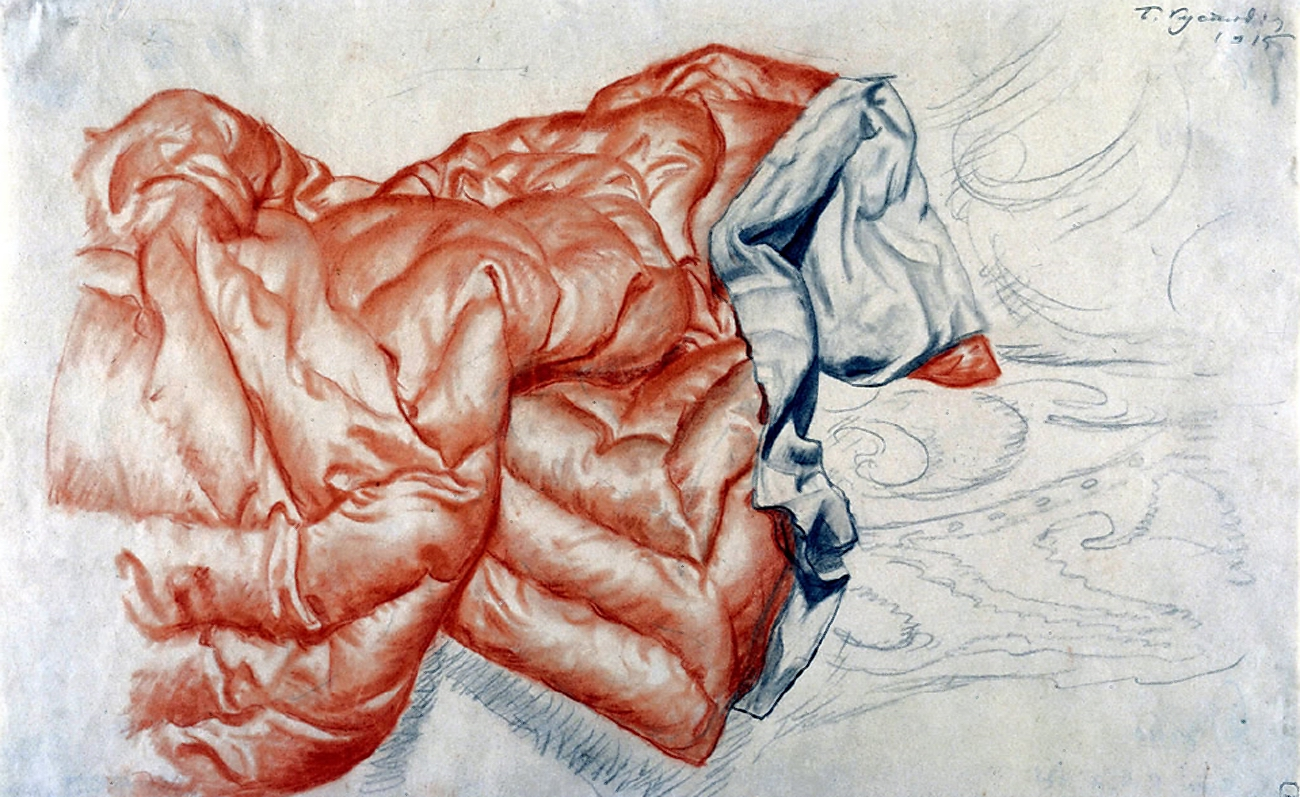
«Одеяло», этюд к «Красавице»
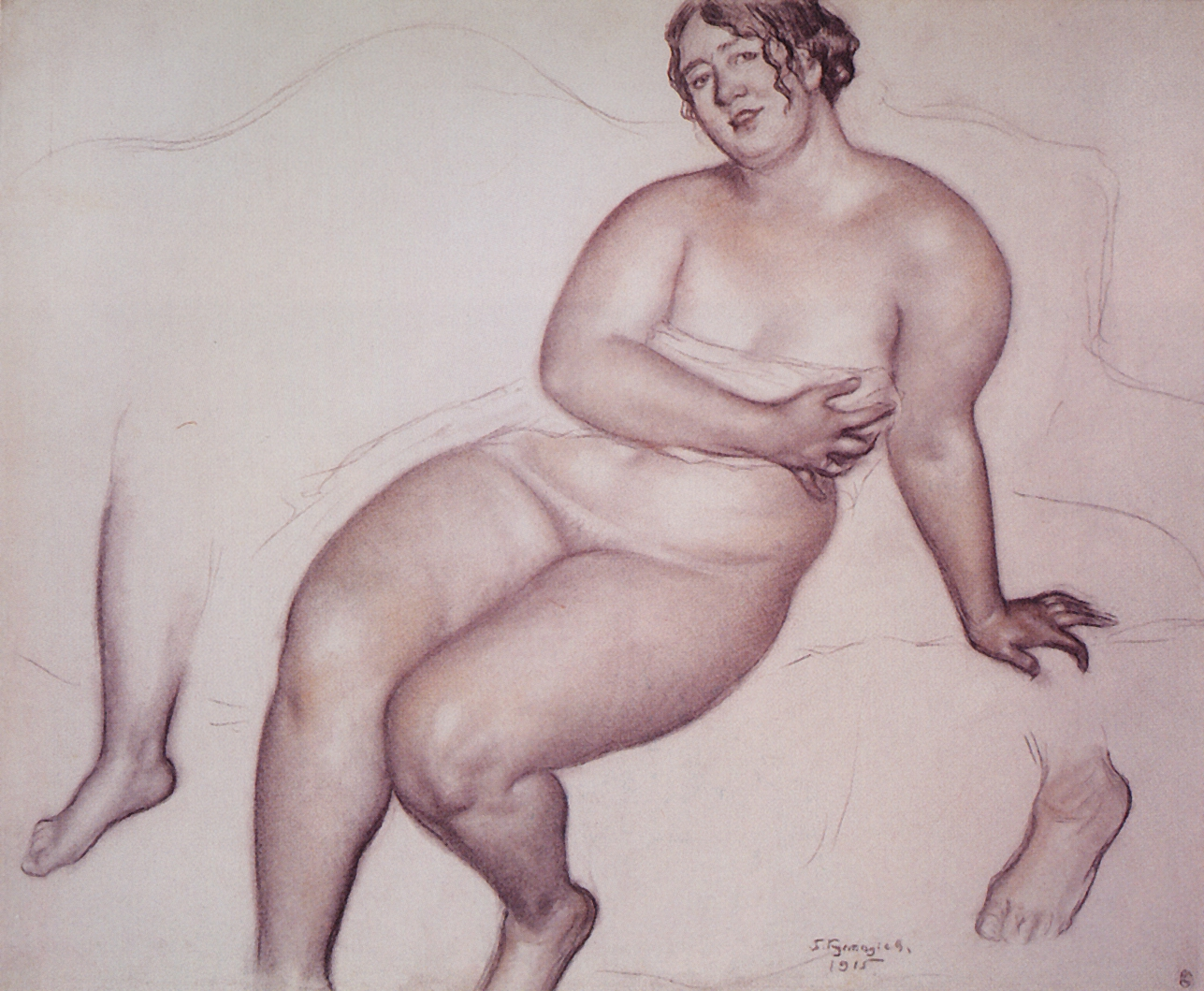
«Натурщица. Правая нога, левая ступня»

В Москве Кустодиев сначала сделал карандашный рисунок с натуры, а уже по возвращении домой в Петербург приступил к написанию основного полотна. Сын художника, Кирилл Кустодиев, вспоминал:
В апреле 1915 года мы переехали на Введенскую улицу (дом 7, квартира 50), где была мастерская с двумя большими окнами, выходящими на улицу. На другой стороне улицы — сквер, окружавший Введенскую церковь. Вскоре отец принялся здесь за работу над картиной „Красавица“, явившейся своеобразным итогом исканий собственного стиля, начатых ещё в 1912 году. Основой для картины послужил рисунок карандашом и сангиной, сделанный с натуры (позировала актриса МХТ Ш.). С натуры написано и пуховое одеяло, которое мама подарила отцу в день рождения. Он работал над картиной ежедневно, начинал в шесть-семь часов утра и работал весь день. В десятых числах мая мои мать и сестра уехали в „Терем“, и мы остались вдвоём. Как-то бабушка, жившая в то лето в Петербурге, принесла нам три гипсовых фигурки, купленных на Сытном рынке. Они отцу очень понравились, и он вписал их в картину (на комоде, справа). Дома у нас хранилась чудесная старинная стенка сундука с росписью по железу — на чёрном фоне красные розы в вазе. Отец воспользовался этим мотивом для узоров на сундуке, хотя цвет и изменил.
По словам сына, «в начале августа он [Кустодиев] закончил „Красавицу“. Позднее я слышал от отца, что в этой картине он наконец-то нашёл свой стиль, так долго ему не дававшийся. Вспоминая П. А. Федотова, малых голландцев, которые его восхищали, он стремился, как и они, увлечь зрителя, заставить его остановить внимание на красноречивых деталях. Но основой картины служил русский лубок, вывески, игрушки народных умельцев, русские вышивки и костюмы». Картина отличается от карандашного наброска разницей в чертах лица, а также ироничностью и утрированием женского образа, теперь уже не имевшим ничего общего с реальной Шевченко.

## Композиция
Оригинал 1915 года — 141 × 185,5 см, масло на холсте; справа внизу подпись: «Б. Кустодиевъ/1915». Вариант 1918 года — 81 × 93 см, масло на холсте; слева внизу подпись: «Б. Кустодиевъ/1918». Вариант 1919 года — 75,5 × 102 см, масло на холсте; подписан. Вариант 1921 года — 72 × 89 см, масло на холсте; справа внизу подпись: «Б. Кустодиевъ/1921».
В своей самой знаменитой картине Кустодиев соединил национально-романтические образы с совершенством неоклассических форм, опиравшихся на традиции классического искусства и академической живописи, которыми для него, по-видимому, являлись полотна Тициана и Рубенса. Идя вразрез с господствующим в то время модернизмом, но учитывая новые художественные веяния, он противопоставил вальяжность своих пышнотелых и полнокровных красавиц анемичным и рафинированным жеманницам с полотен представителей декаданса.

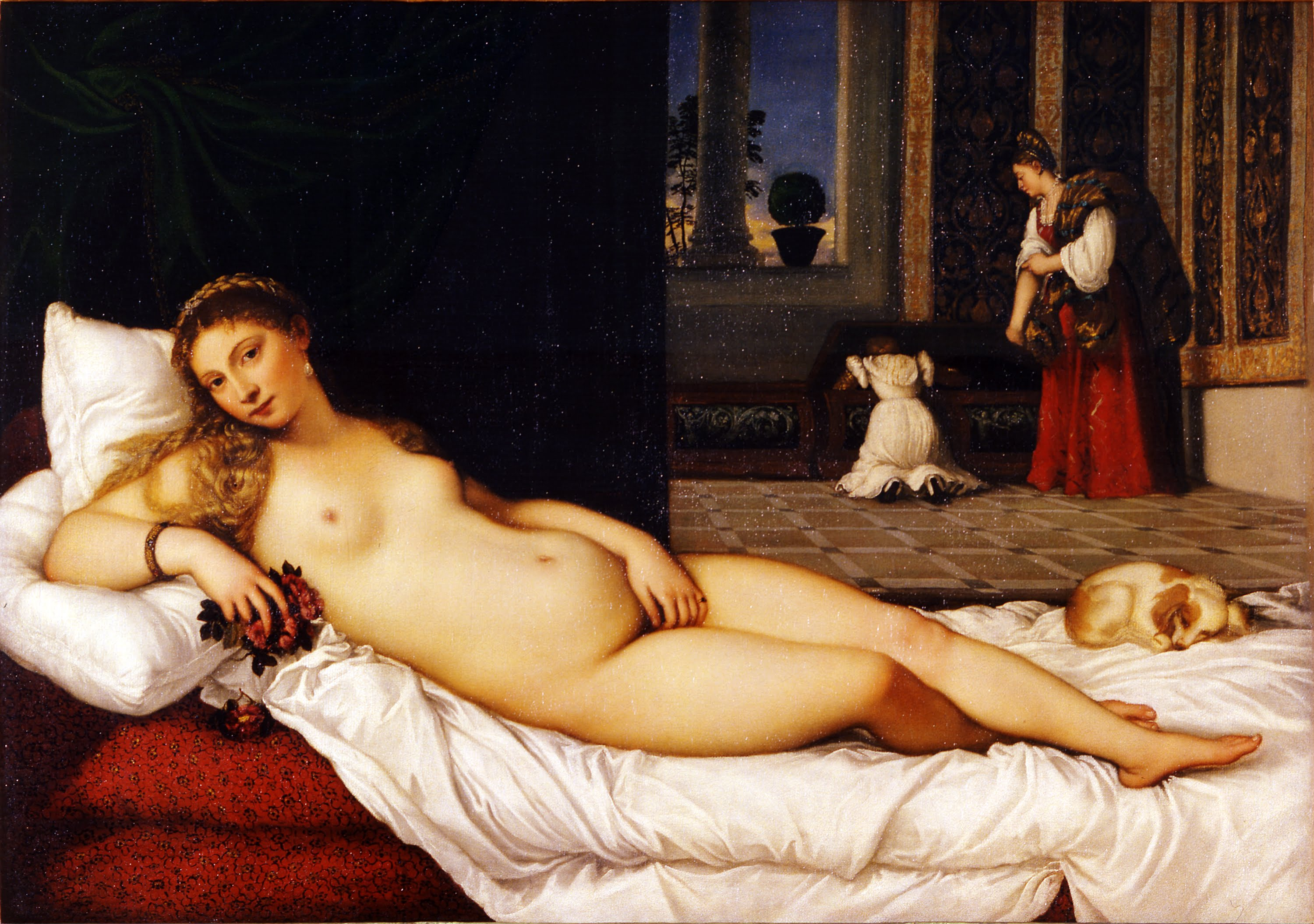
«Венера Урбинская», Тициан

В «Красавице» Кустодиев обратился к редкому для русского искусства жанру обнажённой натуры — роскошная сомлевшая ото сна купчиха, привстав со своего пышного ложа средь пены белых пуховых подушек и кружев, появляется из-под атласного одеяла как Афродита из перламутровой раковины. В красавице нет никакого резкого декадентского излома, несмотря на неестественно согнутую в локте руку, которой она опирается на перину; наоборот, в несколько неуклюжей позе красавицы, слегка откинувшейся назад, в сочетании с крохотными ступнями, которыми она ступает на мягкий пуфик, можно увидеть странную грацию и неповторимую прелесть целомудренной чистоты. Изобильная красота эдакой купеческой, русской «Венеры Урбинской» Тициана — алые губки-вишенки, румяные щёки, персиковый подбородок, бирюзовые глаза, золотисто-пшеничные волосы, лебединая шея, пышный стан и округлые плечи, холёное и гладкое тело — как «кровь с молоком». В народных представлениях это и есть женская красота, она сродни пуховым розовым подушкам и расшитому кружевами одеялу в чехле зефирного цвета, округлостью форм и складками так похожему на свою хозяйку.
Сбоку от высокой кровати-сундука, с окованными углами и пологом, расписанным цветочным орнаментом с розанами, виден край комода, заставленного броскими вещами — красивыми скульптурками и женскими туалетными принадлежностями. В контрасте с фоном холодных голубых, лазоревых, бирюзовых и сапфировых оттенков обоев с букетами и гирляндами роз тяжёлый комод и довольно неуклюжий сундук разукрашены Кустодиевым по-сказочному, по-былинному, под стать оперению жар-птицы: кумачовыми, пурпурными, коралловыми, багряными, рубиновыми, алыми, в общем, всевозможными оттенками красного и розового цветов. Интерьер, выполненный в типичном «купеческом стиле», украшен всевозможными изображениями пышных и распустившихся роз, символами оживания красоты и цветения, созвучными утреннему пробуждению этой прекрасной цветущей купчихи, находящейся в самом расцвете женской красоты. Она смотрит на зрителя с загадочным выражением лица, нисколько не смущаясь своей наготы, с некоторой безмятежностью, но одновременно и сладостным ожиданием кого-то или чего-то. В картине каждая деталь является метафорой, а красавица как бы стала плодом взгляда наивного художника и утончённого эстетизма Серебряного века русской культуры.

## Критика и судьба

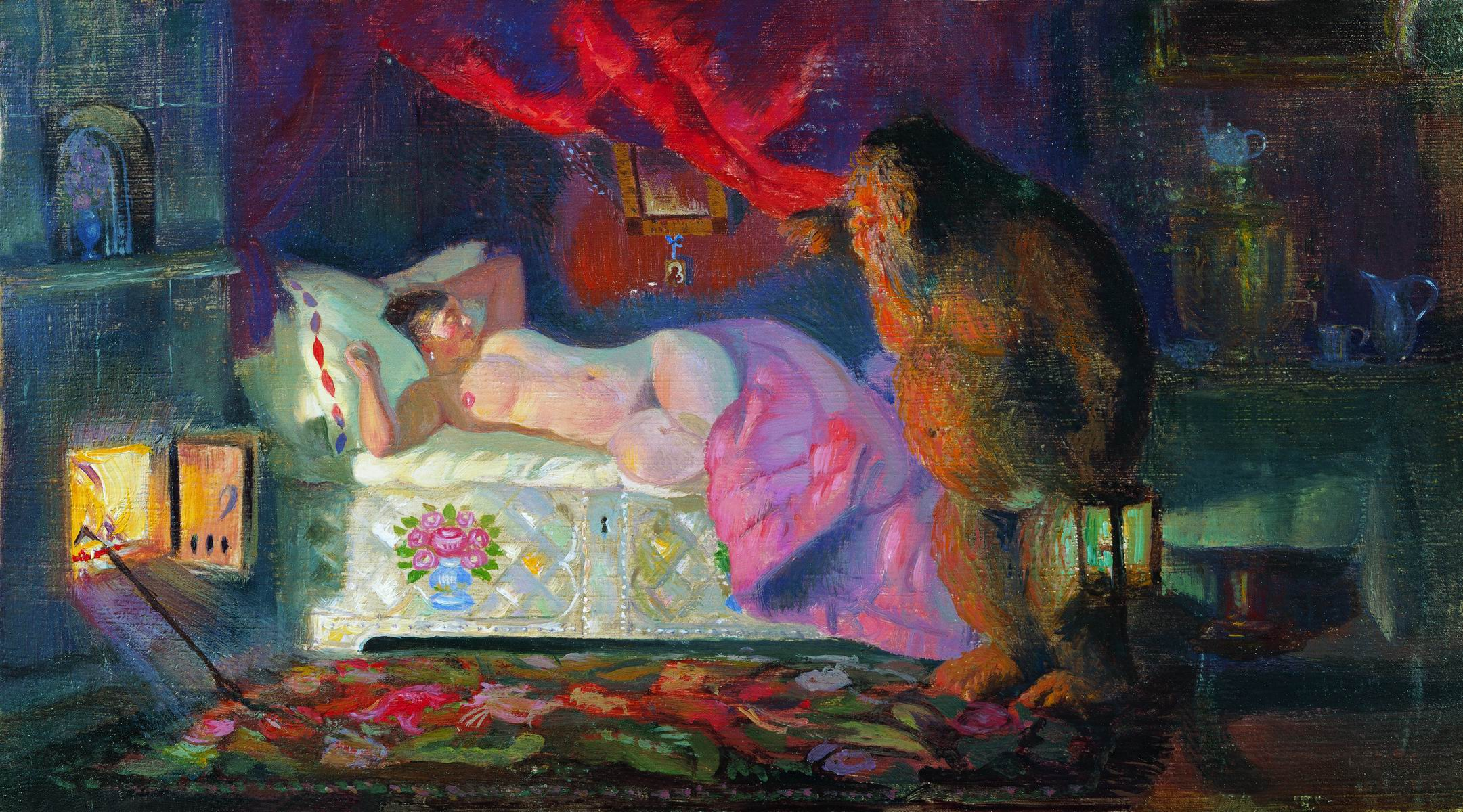
«Купчиха и домовой», Кустодиев

«Красавица» экспонировалась среди других работ Кустодиева и эскизов к «Пазухину» на выставках «Мир искусства» в Петрограде и Москве, организованных Константином Кандауровым. Кустодиев сам разработал схему развески картин и установил на них цены, наиболее высоко оценив «Красавицу» — в 4 тысячи рублей; четыре работы были куплены Игорем Грабарём для Третьяковской галереи. На выставке Кустодиев и Шевченко встретились снова; модель заметила — «Очень толстая!», художник ответил — «Какая есть» — и поцеловал её руку. Отзывы о картине были разнообразными и противоречивыми: одни критики называли её «печальным недоразумением», а некоторые нашли, что образ Красавицы пропитан «тонкой иронией»; между тем коллекционер живописи Степан Крачковский в письме Кустодиеву признался, что «ваша „Красавица“ — гвоздь всех выставок». Она просто с ума свела одного митрополита, который после посещения выставки признался, что «видимо, диавол водил дерзкой рукой художника Кустодиева, когда он писал свою „Красавицу“, ибо смутил он навек покой мой. Узрел я её прелесть и ласковость и забыл посты и бдения. Иду в монастырь, где и буду замаливать грехи свои». «Красавица» очень понравилась и Константину Сомову, которому Кустодиев подарил специально написанную для него миниатюрную картину со спящей купчихой и смотрящим на неё домовым, созданную в 1922 году и названную соответственно — «Купчиха и домовой».
Кустодиев неоднократно повторял сюжет картины, считая её, по-видимому, своего рода программной работой и итогом исканий своего стиля в творчестве. Одну он подарил Максиму Горькому, а другую написал специально для Фёдора Шаляпина, изобразив героиню со спины в довольно театрализованном стиле (примечательно, что именно Горький познакомил Шаляпина с Кустодиевым). Состоя в близких отношениях с Шевченко, Шаляпин очень любил свою «Красавицу» и в 1922 году увез её с собой в Париж, в эмиграцию. Известная как «Невеста» (также «Купчиха у сундука»), в том же году картина выставлялась в галерее на Унтер-ден-Линден в Берлине, где критик Георгий Лукомский назвал Кустодиева Тицианом Российским, а саму работу — Данаей Ярославской. Шаляпинская «Красавица» 1919 года была продана в 2003 году на так называемых «русских торгах» аукциона Sotheby's в Лондоне неизвестному русскому покупателю по телефону за рекордные для произведения искусства 845 тысяч фунтов стерлингов (1 миллион 200 тысяч долларов).

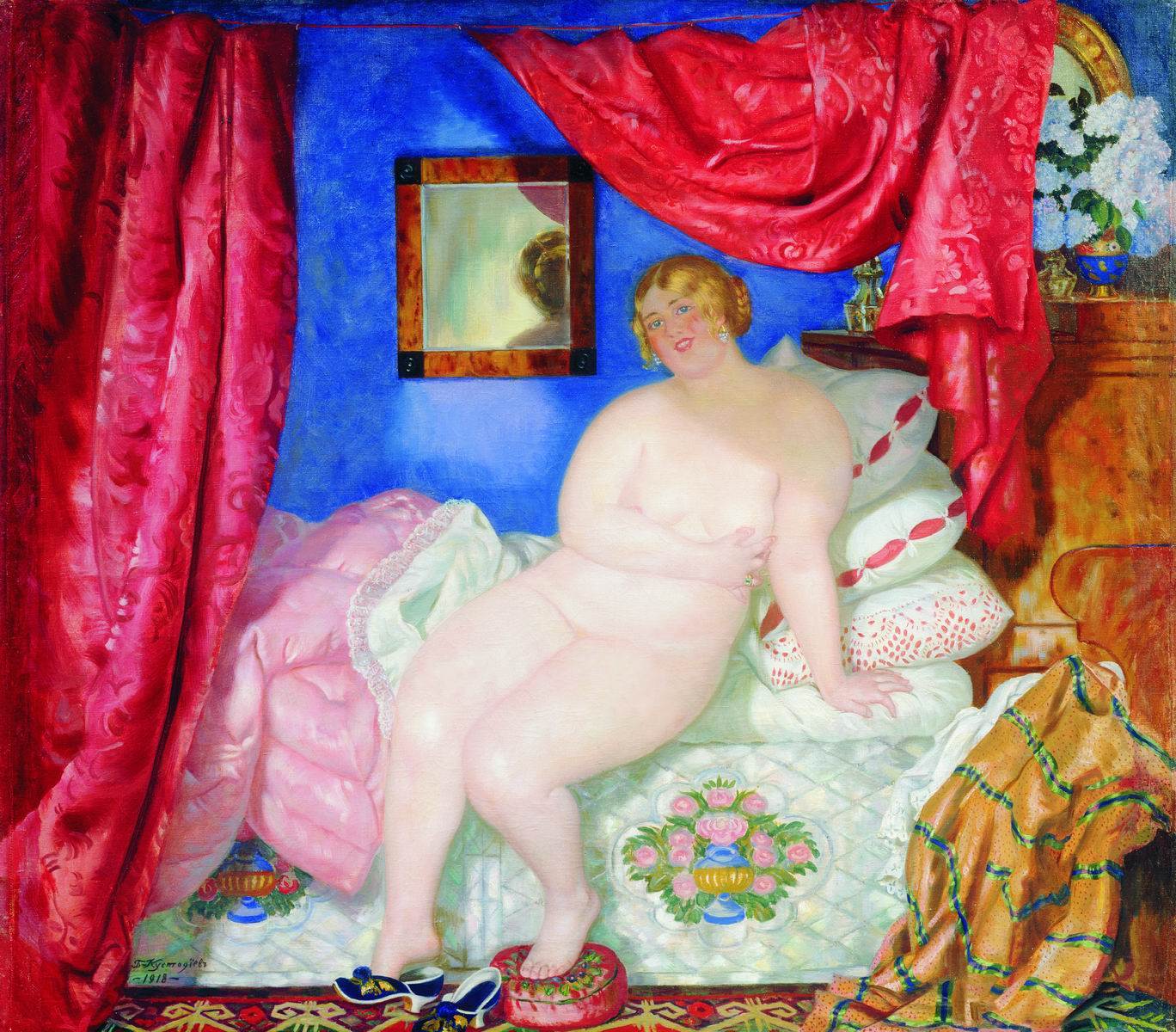
«Красавица» 1918 года (Тульский музей изобразительных искусств)
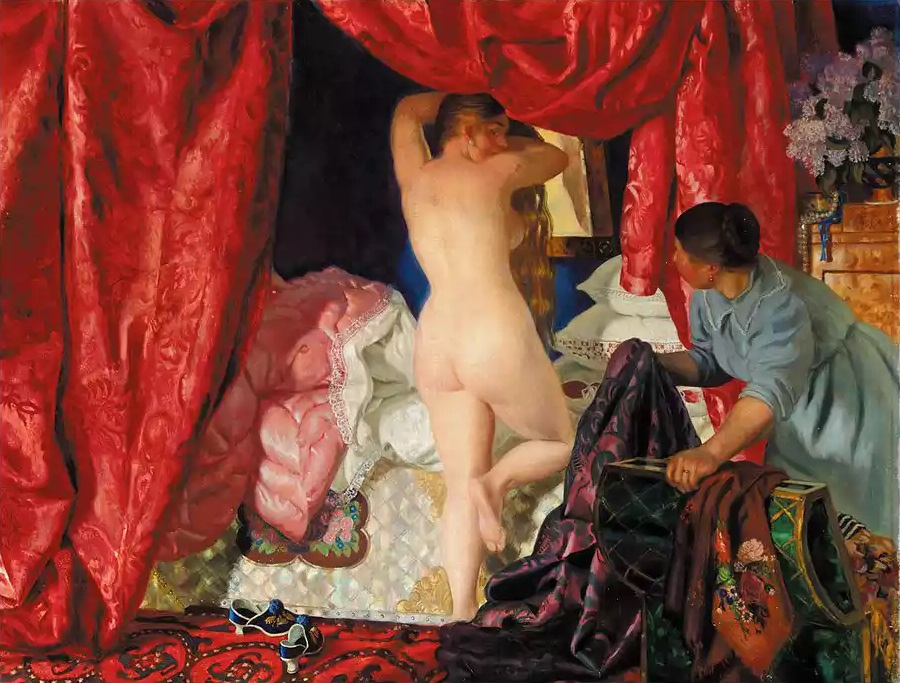
«Красавица» 1919 года (частная коллекция)
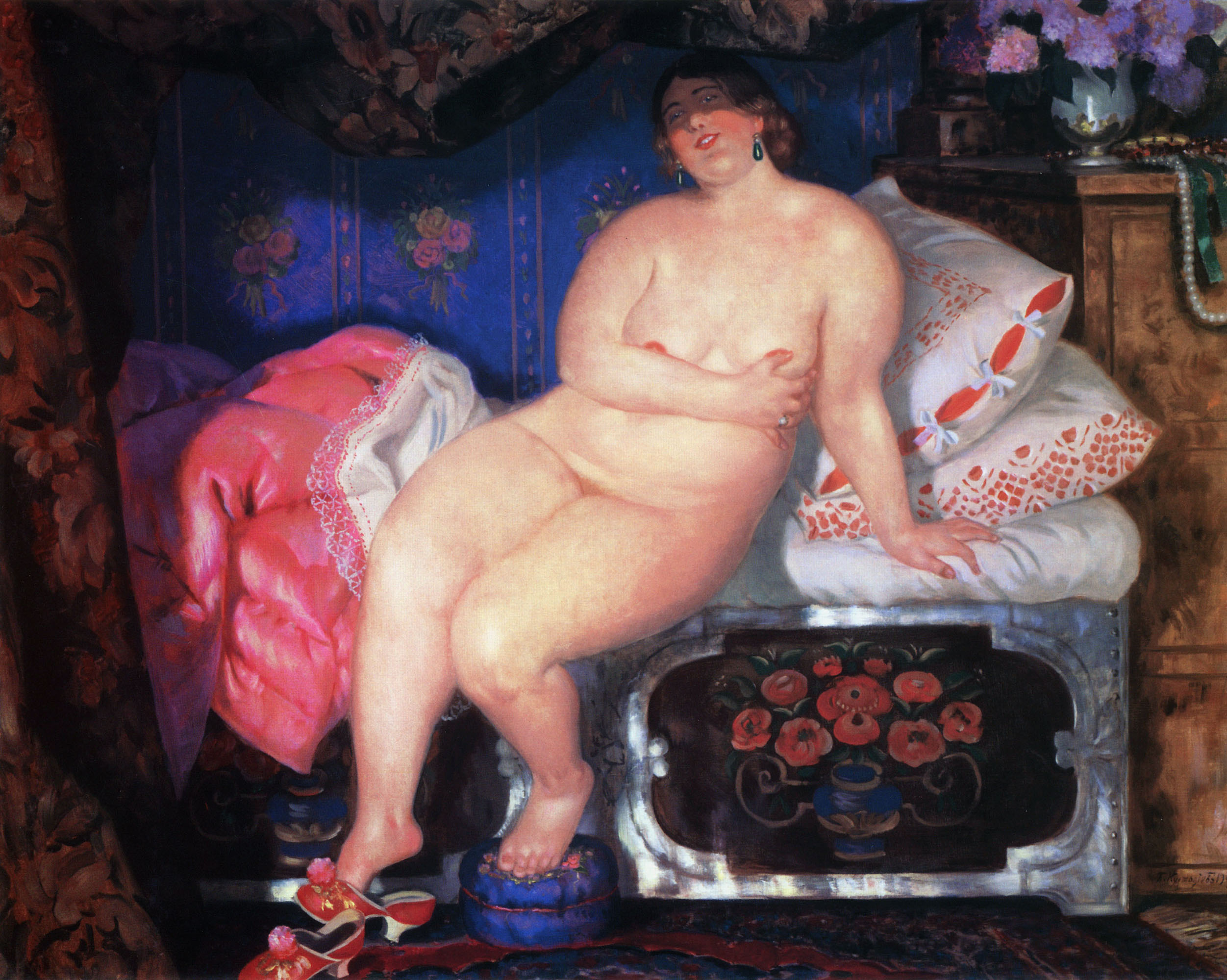
«Красавица» 1921 года (Государственная Третьяковская галерея)

Оригинальная «Красавица» 1915 года находится в Государственной Третьяковской галерее. До 1926 года она хранилась в семье художника, затем в частных собраниях, а в 1938 году поступила в Третьяковку от Ленинградской закупочной комиссии после, предположительно, конфискации имущества арестованных во время репрессий 1937 года. Вариант 1918 года находится в Тульском музее изобразительных искусств, является гордостью коллекции отдела русского искусства, куда был передан в качестве дара от Г. П. Маликова в 1959 году. В Третьяковке также хранится и уменьшенный вариант 1921 года, отличающийся абсолютным повторением композиции 1915 года.

## Возможная подделка

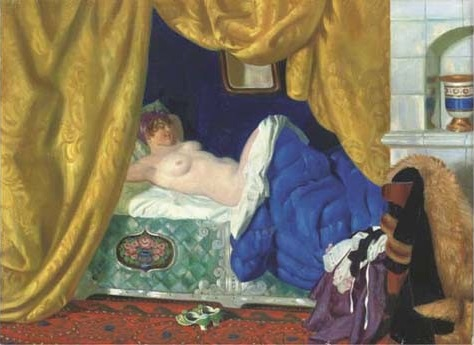
«Одалиска», возможно, принадлежащая кисти Кустодиева

В 2005 году в прессе появились сообщения о том, что на лондонском аукционе Christie’s была продана атрибутированная Кустодиеву и датированная 1919 годом картина «Одалиска» (35 × 50 см), за которую неизвестный русский арт-дилер отдал 1,5 млн фунтов стерлингов (2,9 млн долларов), превысив эстимейт более чем в семь раз. Несмотря на непубличность самого акта сделки, довольно скоро стало известно, что новым владельцем работы оказался российский олигарх Виктор Вексельберг, а точнее принадлежащий ему американский фонд «Аврора», через который миллиардер активно скупает за рубежом русское искусство в «патриотических» и «социально ориентированных» целях. По данным аукционного дома Christie’s, картина находилась в частной коллекции российского эмигранта Лео Масковского до 1989 года, когда она была выставлена его вдовой на аукцион, продана, а затем пропала из виду до новой продажи, то есть до 2005 года. В 2009 году данная работа под номером первым вошла в изданный Росохранкультурой пятый и последний том списка каталога поддельных произведений искусств «Внимание: возможно, подделка!», будучи признанной искусной фальшивкой кисти знатока творчества Кустодиева на основании заключений трёх независимых друг от друга экспертов Государственной Третьяковской галереи, Государственного Русского музея и Всероссийского художественного научно-реставрационного центра имени И. Э. Грабаря. Искусствоведы отмечали, что «Одалиска» имеет стилистическое сходство с кустодиевским циклом «Красавиц», однако лишь «представляет собой продуманное повторение излюбленной кустодиевской темы». Сразу после ознакомления с экспертизой Вексельберг отослал картину обратно и потребовал возвращения своих денег, чего, однако, не случилось, после чего в 2010 году он подал иск в Высокий суд Лондона на аукционный дом Christie’s, инициировавший собственное расследование и заказавший новую экспертизу в Великобритании. Судебные заседания состоялись лишь в 2012 году: спустя 20 дней слушаний судья Гай Ньюи постановил, что «Одалиска», скорее всего, не принадлежит кисти Кустодиева, и таким образом вынес решение в пользу фонда «Аврора», признав за ним право расторгнуть сделку с Christie’s и вернуть лишь затраченные на покупку картины деньги.

## В искусстве
В 2001 году скульптор Юрий Гришко по мотивам «Красавицы» создал скульптурную композицию из бронзы, которая выставляется в Липецком областном художественном музее в Липецке.

## Комментарии
1. ↑  Мастерская Кустодиева под названием «Терем» была им лично построена в 1905 году в деревне Маурино Костромской губернии (в 1924 году передана сельсовету под здание школы; в настоящее время там располагается музей Кустодиева)[10].